# Ixtapan del Oro
Ixtapan del Oro é um município do estado do México, no México.